# 1962年太平洋颱風季
| 太平洋颱風季             |
| 主題頁 - 專題 - 編輯指南 |

1962年太平洋颱風季，泛指在1962年全年內的任何時間內，於赤道以北、國際換日線以西的太平洋水域及南中國海所產生的熱帶氣旋。雖然有關方面並沒有設下本颱風季的指定期限，但大部份於西北太平洋的熱帶氣旋通常都會於五月至十二月期間形成。
本條目的範圍僅侷限於赤道以北及國際換日線以西的太平洋及南海的水域。於赤道以北及國際換日線以東的太平洋水域產生的風暴則被稱為颶風，並被列入1962年太平洋颶風季。於西太平洋產生的熱帶風暴是由聯合颱風警報中心命名，國際編號為62xx。而凡進入或產生於菲律賓風暴責任範圍以內的熱帶低氣壓，菲律賓大氣地球物理和天文服務管理局 (PAGASA) 都會為它們訂立一個菲律賓名稱，作當地警報用途，因此可能會有兩個不同的英文名稱（官方以國際名稱為準）；此外，中國大陸與台灣採用的中文譯名可能不同。以下各熱帶氣旋的資訊會以熱帶氣旋存在期間的巔峰形態為準。

## 已被國際命名的熱帶氣旋

### 颱風溫黛（Wanda）
1962年8月27日，熱帶低氣壓在香港東南偏東約2400公里，即菲律賓以東的西太平洋形成，並向西北偏西向呂宋海峽移動。翌日，溫黛加強成為一強烈熱帶風暴。8月29日美軍的氣象偵察機測得溫黛中心風力達到颶風程度，環流直徑接近1600公里。
溫黛襲港期間，天文台總部錄得每小時平均風速高達133公里，除是二戰後眾十號風球之冠，亦是唯一於天文台總部錄得持續風力達颶風水平（≥118公里）的十號風球，氣壓更低至只有953.2百帕斯卡，記錄至今未破。澳門亦為溫黛懸掛九號風球。

### 颱風愛美（Amy）
1962年9月6日，6214號台風愛媚(AMY)登陸福建省連江市，之后北上造成江蘇省北部出现多年以来大洪水，淮陰地區低窪處水深數米，許多地方可以行船；浙江省洪水泛濫，224人死亡。

### 颱風芙瑞達（Freda）
此系統在移入東北太平洋後逐漸演變成1962年哥倫布日風暴。

## 未被國際命名的熱帶氣旋
除了被聯合颱風警報中心命名的熱帶氣旋外，還有一些沒被命名的熱帶低氣壓。以下列出那些熱帶氣旋的資料。

## 熱帶氣旋名單
| - Agnes - Bess - Carmen - Della - Elaine - Faye - Gloria - Hester - Irma - Judy - Kit - Lola - Mamie - Nina - Ora - Phyllis - Rita - Susan - Tess - Viola - Winnie | - Alice - Betty - Cora - Doris - Elsie - Flossie - Grace - Helen - Ida - June - Kathy - Lorna - Marie - Nancy - Olga - Pamela - Ruby - Sally - Tilda - Violet - Wilda | - Anita - Billie - Clara - Dot - Ellen - Fran 6201 - Georgia 6202 - Hope 6203 - Iris 6204 - Joan 6205 - Kate 6206 - Louise 6207 - Marge 6208 - Nora 6209 - Opal 6210 - Patsy 6211 - Ruth 6212 - Sarah 6213 - Thelma 6214 - Vera 6215 - Wanda 6216 | - Amy 6217 - Babe 6218 - Carla 6220 - Dinah 6221 - Emma 6222 - Freda 6223 - Gilda 6224 - Harriet 6225 - Ivy 6226 - Jean 6227 - Karen 6228 - Lucy 6229 - Mary 89W - Nadine 6230 - Olive - Polly - Rose - Shirley - Trix - Virginia - Wendy |

## 外部連結
- （日語）日本氣象廳首頁（页面存档备份，存于）
- （英文）美國聯合颱風警報中心首頁
- 大韓民國氣象廳首頁（页面存档备份，存于）
- （繁體中文）中華民國交通部中央氣象局首頁（页面存档备份，存于）
- （简体中文）中國國家氣象中心首頁
- （简体中文）中國國家氣象中心-颱風實時路徑顯示
- （繁體中文）香港天文台首頁（页面存档备份，存于）
- （繁體中文）澳門地球物理暨氣象局首頁（页面存档备份，存于）
- （英文）菲律賓大氣地球物理和天文管理局首頁（页面存档备份，存于）
- （越南文）越南中央水文氣象預報中心首頁（页面存档备份，存于）
- （泰文）泰國地球物理暨氣象部門首頁（页面存档备份，存于）
- 熱帶氣旋衛星影像（页面存档备份，存于）
- 數位颱風—熱帶氣旋資料及圖片（页面存档备份，存于）
- ACE（页面存档备份，存于）